# Molamola.software
Molamola.software（モラモラソフトウェア）は、御茶ノ水電子製作所企画・開発のアダルトゲームブランド。2010年に設立された。

## 概要
ブランド名の「モラモラ」はマンボウの学名で、ブランドのロゴもマンボウをデザインしたものになっている。デビュー作『のーぱんつ!!』では発売前に公式サイトでブラウザゲーム「着せ替えパンツゲーム ぷれぜんとぱんつ!」を公開していたが、2011年以降もホビボックス傘下にある他ブランドの販促用無料ブラウザゲーム制作を請け負っている。

## タイトル一覧
- のーぱんつ!!（2010年8月27日発売）
- お前のパンツは何色だ!?（2011年12月22日発売）

### ブラウザゲーム
- 着せ替えパンツゲーム ぷれぜんとぱんつ!（「のーぱんつ!」公式サイト内）
- のるあんど（SYOKU「触祭の都」公式サイト内）
- 少女のはぁと（うらら「少女のきもち 〜おんなのこだって、エッチだもん!〜」公式サイト内）